# Deutzia baroniana
Deutzia baroniana är en hortensiaväxtart som beskrevs av Friedrich Ludwig Diels. Deutzia baroniana ingår i släktet deutzior, och familjen hortensiaväxter. Inga underarter finns listade i Catalogue of Life.